# Robert Raczyński
Robert Raczyński (ur. 3 kwietnia 1962 w Lubinie) – polski polityk, samorządowiec, prezydent Lubina w latach 1990–1994 i od 2002.

## Życiorys
Syn Jerzego i Marii. Ukończył studia z zakresu historii na Uniwersytecie Wrocławskim. W ich trakcie brał udział w niejawnych strukturach Niezależnego Zrzeszenia Studentów.
W latach 90. działał w Partii Chrześcijańskich Demokratów i Akcji Wyborczej Solidarność. Od 1990 do 1994 był prezydentem Lubina. Od 1998 do 2002 z ramienia AWS sprawował mandat radnego sejmiku dolnośląskiego.
W 2002 ponownie objął urząd prezydenta Lubina, wygrywając wybory bezpośrednie na tę funkcję. W wyborach samorządowych w 2006 został wybrany na kolejną kadencję w pierwszej turze, kandydując z lokalnego komitetu i uzyskując ponad 65% głosów. W wyborach w 2010 skutecznie ubiegał się o reelekcję, ponownie wygrywając w I turze. W tych samych wyborach uzyskał także o mandat radnego sejmiku z ramienia komitetu Rafała Dutkiewicza, z którego zrezygnował. W 2014, 2018 i 2024 w pierwszej turze wyborów uzyskiwał wybór na kolejne prezydenckie kadencje.
W 2008 był wśród założycieli stowarzyszenia Dolny Śląsk XXI (do 2010 będącego częścią Polski XXI), w 2011 przemianowanego na Obywatelski Dolny Śląsk. W wyniku podziału w ODŚ Robert Raczyński w 2014 został liderem nowo powołanego ruchu Bezpartyjni Samorządowcy, który zdobył wówczas 4 mandaty w sejmiku i następnie przekształcił się w ruch ogólnokrajowy. W wyborach parlamentarnych w 2015 ugrupowanie to jako JOW Bezpartyjni zarejestrowało jedynie kilka list, natomiast w wyborach samorządowych w 2018 zarejestrowało komitet ogólnopolski, zdobywając 15 mandatów w 5 województwach. W grudniu 2020 zarejestrowano związek stowarzyszeń pod nazwą Ogólnopolska Federacja „Bezpartyjni i Samorządowcy”, Robert Raczyński został przewodniczącym tej organizacji (był nim do października 2024). W 2023 został zarejestrowany jako lider legnickiej listy BS do Sejmu, jednak wycofał się ze startu przed głosowaniem.

## Odznaczenia
- Krzyż Kawalerski Orderu Odrodzenia Polski (2015)[16]
- Krzyż Wolności i Solidarności (2017)[17]
- Srebrny Krzyż Zasługi (2005)[18]
- Brązowy Krzyż Zasługi (1994)[19]